# Christian Clausen (bankmand)
 Der er flere personer med dette navn, se Christian Clausen.
Christian Clausen (født 6. marts 1955 i København) er tidligere koncernchef (CEO) for den nordiske storbank Nordea AB. 
Christian Clausen tiltrådte som øverste chef for Nordea den 13. april 2007 efter tidligere at have været chef for Asset Management & Life i Nordea og fortsatte til 2015 hvor Casper von Koskull tog over. 

## Privatliv
Christian Clausen er uddannet som cand.polit. ved Københavns Universitet i 1978, og bor i Hellerup nord for København. Er gift med Anette Clausen, har to børn Christoffer Clausen, og Julie Clausen.

## Hæder
2010 blev han Ridder af Dannebrog.
I 2010 blev han kåret til prisen som Årets leder, der uddeles af organisationen Lederne.

## Karriere
Konsulent i Forenede Kreditforeninger 1975-79. Direktionssekretær i Henriques Bank 1979-82. Vicedirektør i Andelsbanken 1982-87. Direktør i Erik Møllers Efterfølgere 1987. Direktør i Privatbørsen Børsmæglerselskab 1988-90. Ordførende direktør i Unibørs Børsmæglerselskab 1990-96. Ordførende direktør i Unibank Markets 1996-98. Bankdirektør i Unibank indtil 2000.